# 梶川さほり
梶川 さほり（かじかわ さほり）は、日本の女性声優。

## 人物
朝日放送制作日曜朝8時30分枠のアニメに『花より男子』から『おジャ魔女どれみ♯』まで連続して出演していた。『おジャ魔女どれみシリーズ』では岡田ななこ役でレギュラー出演をしていたが、2001年の『も〜っと!おジャ魔女どれみ』より能登麻美子に変更されている。

## 出演作品

### テレビアニメ
1996年
- 花より男子（鮎原えりか）

1997年
- 夢のクレヨン王国

1999年
- おジャ魔女どれみ（1999年 - 2000年、岡田ななこ、ともみ、女の子[注 1]） - 2シリーズ

### 劇場アニメ
1997年
- 花より男子（鮎原えりか）